# Институт химии твёрдого тела и механохимии СО РАН
Институт химии твёрдого тела и механохимии СО РАН — один из старейших в Сибири научных институтов, входит в состав Новосибирского научного центра Сибирского Отделения Академии Наук. Расположен в Новосибирске. Основан в 1944 году.

## Общие сведения
Основными направлениями научной деятельности института являются механохимия органических и неорганических веществ, минерального и возобновляемого сырья;
реакционная способность твёрдых веществ, включая молекулярные кристаллы и супрамолекулярные системы; химическое материаловедение; модифицирование и дизайн новых структур и материалов, биологически активных веществ и препаратов; химия нанообъектов и нанокомпозитов; механизмы твердофазных превращений, в том числе в условиях высоких давлений и температур, горения и взрыва; разработка методов исследования быстропротекающих процессов с использованием синхротронного излучения.

## История
Институт был основан в 1944 году как Химико-металлургический институт. После вхождения в состав созданного сначала Западно-Сибирского филиала, а потом Сибирского отделения АН СССР институт получил новую специализированную структуру и был переименован в 1964 году в Институт физико-химических основ переработки минерального сырья (ИФХИМС СО РАН). С 1980 году Институт стал называться Институт химии твёрдого тела и переработки минерального сырья. В 1985—1990 большая часть коллектива (включая администрацию) перебазируется из города Новосибирска в Академгородок. В 1997 году институт был переименован в Институт химии твёрдого тела и механохимии. На 2015 год институт имел три корпуса в Академгородке и один корпус в центре Новосибирска.

## Директора
Институт возглавляли
- Грдина, Юрий Вячеславович [7]
- д.т. н. Александр Титович Логвиненко (1951—1976),
- академик РАН Владимир Вячеславович Болдырев (1976—1998),
- академик РАН Николай Захарович Ляхов (1998-2018).[3]
- член-корреспондент РАН А. П. Немудрый (с 2018 года)

## Структура
В состав института входят следующие научные подразделения:
- Лаборатория электрохимии гетерогенных систем (Руководитель: д.х.н. Маслий А. И.)
- Лаборатория интеркаляционных и механохимических реакций (зав. лаб. д.х.н. Исупов В. П.)
- Лаборатория неравновесных твердофазных систем (зав. лаб. д.х.н. Уваров Н.Ф.)
- Лаборатория химии твёрдого тела (зав. лаб. д.х.н. Ломовский О. И.)
- Лаборатория химического материаловедения (Руководитель: чл.-корр. РАН А. П. Немудрый)
- Лаборатория методов синхротронного излучения (Руководитель: д.х.н. Толочко Б. П.)
- Группа реакционной способности твёрдых веществ (Руководитель: д.х.н. Болдырева Е. В.)
- Группа механохимии органических соединений (Руководитель: д.х.н. Душкин А. В.)
- Группа синтеза порошковых материалов (Руководитель: д.х.н. Юхин Ю. И.)
- Группа материалов для литий-ионных аккумуляторов (Руководитель: к.х.н. Косова Н. В.)

## Дирекция
- Директор — Немудрый, Александр Петрович, член-корреспондент РАН, доктор химических наук
- Зам. директора по научной работе:
  - Рычков Денис Александрович, кандидат химических наук
  - Титков Александр Игоревич, кандидат химических наук
- Гл.н.с.
  - Ляхов, Николай Захарович, академик РАН, профессор, доктор химических наук